# Mehmet Rifat Börekçi
Mehmet Rifat ef. Börekçi (Ankara, 29. studenog 1860. – Ankara, 5. ožujka 1941.), turski teolog i političar, prvi po redu predsjednik Uprave za vjerske poslove Turske.

## Životopis
Mehmet Rifat Börekçi je završio osnovnu školu, a zatim gimnaziju u Ankari (1873.). U Istanbulu je pohađao kurseve Vıtf Bey-a, a potom se vratio u Ankaru. Godine 1890. je postao profesor u medresi. Godine 1898. godine postavljen je za člana Apelacionog suda u Ankari i na toj dužnosti ostao do 1907. Za muftiju Ankare imenovan je 7. prosinca 1907. godine. Tijekom 1911. godine služio je i kao zamjenik guvernera Sivrihisara. U međuvremenu je nastavio sa zanimanjem za obrazovanje kao i za državnu službu. Profesorska direkcija Burse mu je 1918. dodijelila naslov Musile-i Süleymaniye. Godine 1920. godine, odlikovan je "Ordenom četvrtog ranga Osmanlija".
U ranim godinama Nacionalne borbe, Mehmet Rifat Börekçi, koji je osnovao Vijeće obrane u Ankari i bio na čelu ovog društva, podržavao je Nacionalnu borbu. Dana 23. travnja 1920. izabran je za člana Menteşe (Muğla) i pridružio se prvom parlamentu. U međuvremenu, šejh-ul-islam je pod utjecajem Britanaca izdao fetvu protiv Nacionalne borbe. Ova fetva, koja je objavljena u novinama Hâkimiyet-i Milliye i distribuirana po cijeloj Turskoj, a bila je vrlo efikasna u okupljanju ljudi oko Nacionalne borbe. Zbog toga ga je istanbulska vlada Mehmeda Rifata Börekçija 25. travnja 1920. godine razriješila s funkcije muftije. Međutim, vlada u Ankari odmah je vratila Mehmeta Rifata Börekçija na mjesto muftije. 
Dana 23. travnja 1920., u Veliku narodnu skupštinu Tursku ušao je kao poslanik Menteşe (Muğla). Međutim, 27. listopada 1920. podnio je ostavku na to mjesto. Dana 4. travnja 1924. imenovan je prvim predsjednikom Uprave za vjerske poslove i ostao na toju dužnosti sve do smrti 5. ožujka 1941. godine.

## Vanjske poveznice
- Mehmet Rifat Börekçi